# Portumna
Portumna is een plaats in het Ierse graafschap County Galway. De plaats telt 2.015 inwoners. 

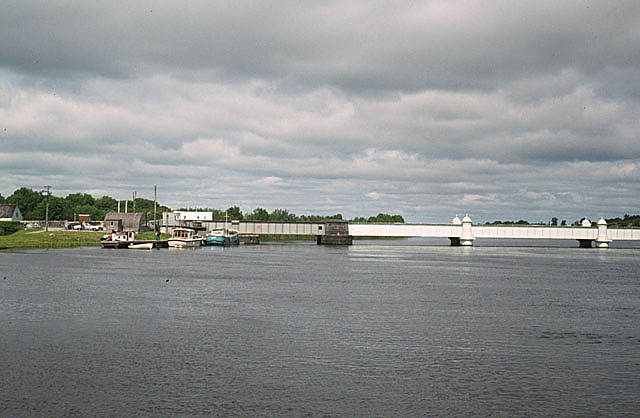
Brug over de Shannon

Het dorp ligt aan de Shannon, die hier de grens vormt met county Tipperary. Aan de andere kant van de brug, uit 1911, ligt het dorp Lehinch.